# Calorophus
Calorophus é um género botânico pertencente à família Restionaceae.